# Cordaicarpus
El género Cordaicarpus fue definido originalmente por Geinitz (1862), pero fue redefinida por Seward (1917) para evitar la confusión con otros géneros, y establecer que el género se refiere únicamente a las semillas. Seward define las diferencias entre Cordaicarpus y Samaropsis.

## Ubicación
En Brasil, las especies fósiles C. brasilianus, C. fanatinensis y C. truncata, se encuentra en Morro Papaleo afloran en el municipio de Mariana Pimentel. La especie C. cerronegrensisi se encuentra en Mina Faxinal en el Arroio dos Ratos. Son los geoparque Paleorrota en la Formación Río Bonito y fecha de la Sakmariense, en el Pérmico.